# Rodolfo Ambrosio
Carlos Rodolfo Ambrosio (Córdoba, 27 dicembre 1961) è un ex giocatore e allenatore di rugby a 15 e dirigente sportivo italo-argentino, internazionale per l’Italia durante la Coppa del Mondo di rugby 1987, è stato dirigente federale per la Unión Argentina de Rugby e direttore del relativo settore giovanile. Successivamente diventa tecnico della selezione brasiliana fino al 2019.
Dal 2024 è commissario tecnico della Nazionale uruguaiana.

## Biografia
Proveniente dal Tala Rugby Club di Córdoba, Ambrosio fu il primo italo-argentino a vestire la maglia della Nazionale italiana: avvenne il 22 maggio 1987 ad Auckland, nel primo incontro in assoluto della Coppa del Mondo di rugby, contro la Nuova Zelanda.
Con la Nazionale, disputò 12 incontri tra il 1987 e il 1989; tre quarti centro d'elezione, disputò alcuni incontri anche come apertura, tra cui quello citato contro gli All Blacks.
Da allenatore, diresse in patria il Córdoba Rugby Club poi, tornato in Italia, fu allenatore del Petrarca; nel 2005 assunse la conduzione di un piccolo club laziale, il Segni (allora in serie A), riuscendo per due anni consecutivi a fargli raggiungere la salvezza.
Tornato in patria, dall'ottobre 2008 a tutto il 2011 diresse il Centro federale di Sviluppo e Alto Rendimento della provincia di Córdoba, su incarico della Unión Argentina de Rugby; con il passaggio di tale incarico al connazionale Francisco Rubio, Ambrosio ha assunto la direzione del settore tecnico federale giovanile.
Dal novembre 2014 è il nuovo tecnico selezione brasiliana. Nel novembre 2019 si dimette dall'incarico per problemi legati allo stipendio; gli subentrerà il brasiliano Fernando Portugal.